# Яблонка
Яблонка (на словашки: Jablonka) е село в западна Словакия, в Тренчинския край, в окръг Миява. Според Статистическата служба на Словашката република към 31 декември 2021 г. селото има 467 жители.
Разположено е на 290 m надморска височина, на 6 km югоизточно от Миява. Площта му е 12,59 km². Кмет на селото е Игор Кубик.
В центъра има училище, общински съвет и поща. 